# Omsite
L'omsite  est une espèce minérale de formule chimique Ni2Fe³⁺(OH)6[Sb(OH)6] reconnue par l'Association internationale de minéralogie en août en 2012. L'omsite est nommée d'après la commune d'Oms, dans les Pyrénées-Orientales, d'où provient sa découverte dans un ravin et ancienne galerie d'extraction de cuivre, le Correc d'en Llinassos,.